# Mindus Nova
Mindus Nova era una ciutat de la que parlen Plini el Vell i Pomponi Mela, i diuen que va ser la nova ciutat de Mindos, coneguda com a Neàpolis. Era a la costa de Cària a la península del nord de les tres penínsules dòriques, a no gaire distància al nord-oest d'Halicarnàs. Plini el Vell explícitament diu que era una ciutat diferent de Neàpolis de Cària.